# Ottenby gamla flyttfågelmuseum

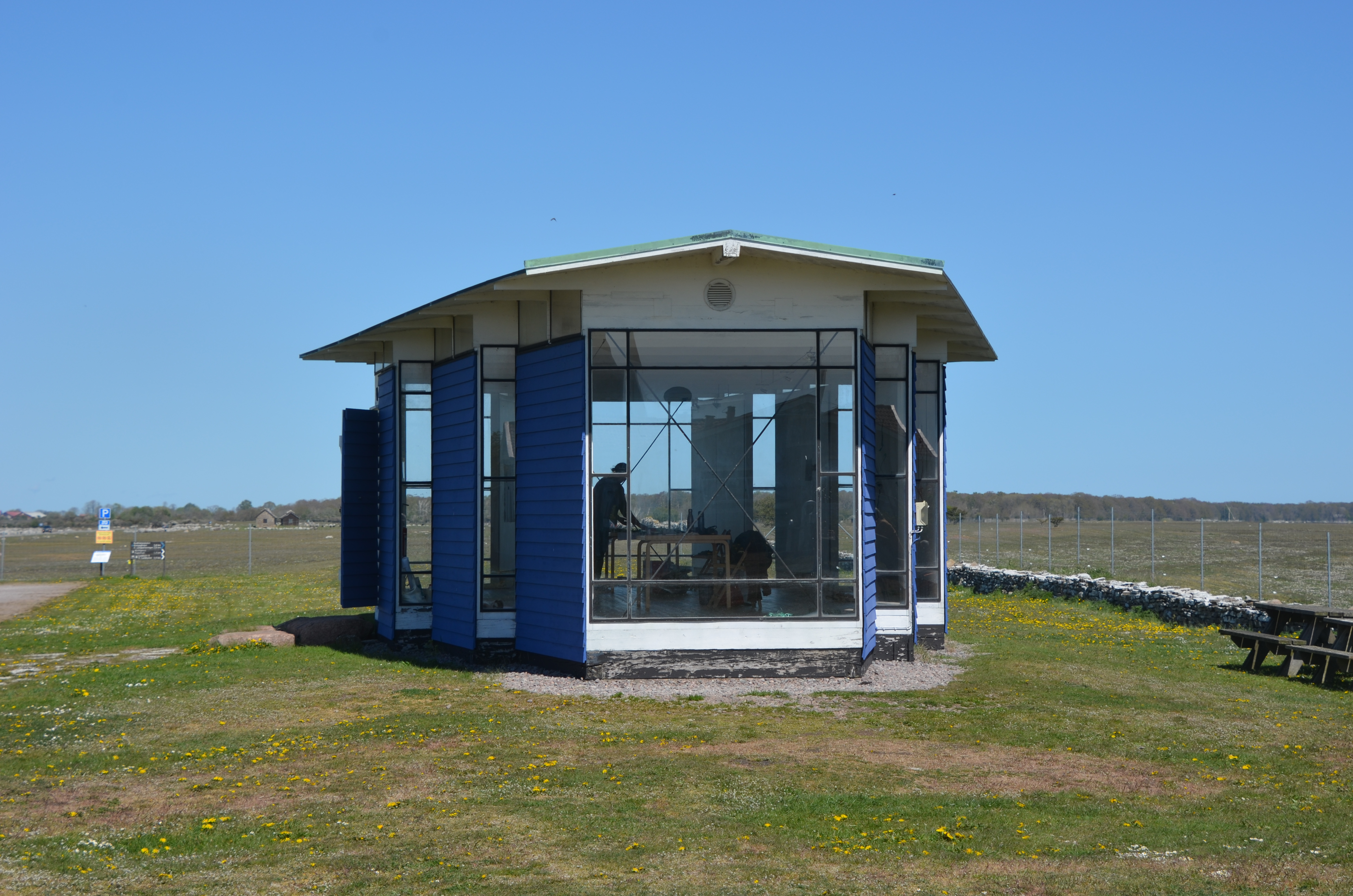
Flyttfågelmuseet sett söderifrån

Ottenby gamla flyttfågelmuseum är en byggnad vid Ottenby fågelstation längst söderut på Öland, som ritades av Jan Gezelius, uppfördes 1960 och invigdes 1961. Det var avsett som en utställningshall för en utställning om flyttfåglar och användes som en sådan till 1997, då ett naturum invigdes i Ottenby. Utställningen kurerades av Carl Edelstam och gestaltades av Arne Klingborg. 
Den lilla envåningsbyggnaden i trä och glas ligger exponerad i det öppna landskapet på landborgen och syns vida omkring med sin djupblåa fasad. Interiören består av ett rum med stort ljusinsläpp. 
Byggnaden blev ett byggnadsminne 1999. Den hade 2022 ännu inte fått någon ny permanent användning.